# 다시, 가을이 오면
《다시, 가을이 오면》은 대한민국의 가수 규현의 두 번째 EP이다. 2015년 10월 15일 SM 엔터테인먼트를 통해 발매되었다. 이 EP에는 타이틀곡 〈밀리언조각〉를 포함하여 총 7개의 트랙이 수록되었다.

## 배경
규현은 2014년 11월 발매 당시 음악, 음반, 뮤직 비디오 차트는 물론 음악 프로그램까지 휩쓸었던 첫 솔로 음반 《광화문에서》를 통해 발라드의 황태자로 자리매김했다. 규현의 두 번째 솔로 음반 《다시, 가을이 오면》은 《광화문에서》로 가을 보컬리스트에 등극하며 시즌 최대 기대작 중 하나로 관심을 모았다.
《다시, 가을이 오면》은 2015년 10월 15일 자정에 개봉되었으며, "다시 한번 돌풍처럼 가을 시즌을 통해 불어날 것"으로 예상되었다.

## 제작 및 구성
〈밀리언조각〉은 켄지가 작곡한 곡으로 밤하늘의 별에 소중한 사랑을 빗대 팬들의 가을 감각을 자극하는 곡으로 클래식하고 품격 있는 멜로디가 규현의 감미로운 목소리와 잘 어우러졌다. 〈밀리언조각〉은 규현의 매혹적인 목소리가 살려낸 세련된 멜로디와 감성적인 가사가 돋보이는 시즌 발라드다.

## 곡 목록
| #  | 제목                    | 작사            | 작곡            | 재생 시간 |
| -- | ----------------------- | --------------- | --------------- | --------- |
| 1. | 〈밀리언조각〉          | 켄지            | 켄지            | 5:12      |
| 2. | 〈좋은사람〉            | 정준일          | 정준일          | 4:39      |
| 3. | 〈긴 팔〉               | 북극곰          | 북극곰          | 3:54      |
| 4. | 〈피아노 숲〉           | 4번타자         | 4번타자         | 3:45      |
| 5. | 〈그냥 보고 싶어 그래〉 | 4번타자, 김성종 | 4번타자, 김성종 | 3:53      |
| 6. | 〈바람〉                | 황현, 신 아녜스 | 황현            | 3:21      |
| 7. | 〈안녕의 방식〉         | 양재            | 규현            | 5:21      |